# Klemen Čebulj
Klemen Čebulj (Slovenj Gradec, 21 de fevereiro de 1992) é um jogador de voleibol esloveno que atua na posição de ponteiro.

## Carreira

### Clube
Čebulj começou a atuar em 2007 pelo OK Fužinar, clube de país natal. Após atuar pelo OK Gokop Fram de 2008 a 2011, o ponteiro foi contratado pelo ACH Volley Ljubljana em 2011. Na sua temporada de estreia conquistou o título do Campeonato Esloveno e a Copa da Eslovênia da temporada 2011–12.
Estreou no campeonato italiano na temporada 2012–13 pelo Altotevere San Giustino. Nas duas temporadas seguintes continuou atuando no campeonato italiano, porém defendo as cores do CMC Ravenna. Em 2015 o esloveno foi anunicado como o novo reforço do Cucine Lube Civitanova. Na temporada seguinte conquistou os títulos do Campeonato Italiano e da Copa da Itália. Em 2017 o ponteiro foi representar as cores do Revivre Axopower Milano.
Em 2019 conquistou o título do Campeonato Chinês atuando pelo Shanghai Golden Age. Na temporada seguinte voltou ao voleibol italiano para atuar pelo Revivre Axopower Milano; disputou apenas algumas partidas pelo clube de Milão terminando o restante da temporada pelo Itas Trentino.
Em 2020 o esloveno fechou contrato com o Asseco Resovia Rzeszów para competir no voleibol polonês.

### Seleção
Čebulj representou seu país no Campeonato Europeu Sub-21 em 2007, terminando na 12ª colocação. Em 2009 conquistou a medalha de bronze na XVI edição dos Jogos do Mediterrâneo. Em 2015 foi campeão da Liga Europeia ao derrotar a seleção da Macedónia do Norte. Em 2019 conquistou o título da Challenger Cup de 2019 ao derrotar a seleção cubana por 3 sets a 0.
O ponteiro foi vice-campeão do Campeonato Europeu nas edições de 2015, 2019 e 2021.

## Títulos
ACH Volley
- Campeonato Esloveno: 2011–12
- Copa da Eslovênia: 2011–12

Cucine Lube Civitanova
- Campeonato Italiano: 2016–17
- Copa Itália: 2016–17

Shanghai Golden Age
- Campeonato Chinês: 2018–19

Resovia Rzeszów
- Copa CEV: 2023–24

## Clubes
| Anos      | Clube                   |
| --------- | ----------------------- |
| 2008–2011 | OK Gokop Fram           |
| 2011–2012 | ACH Volley Ljubljana    |
| 2012–2013 | Altotevere San Giustino |
| 2013–2015 | CMC Ravenna             |
| 2015–2017 | Cucine Lube Civitanova  |
| 2017–2018 | Revivre Axopower Milano |
| 2018–2019 | Shanghai Golden Age     |
| 2019–2019 | Revivre Axopower Milano |
| 2019–2020 | Itas Trentino           |
| 2020–     | Asseco Resovia Rzeszów  |

## Prêmios individuais
- 2015: Liga Europeia – Melhor ponteiro